# Guangzhao-Talsperre
Die Guangzhao-Talsperre (光照水库) ist eine Gewichtsstaumauer aus Beton am Beipan Jiang bei Guangzhao im Kreis Guanling, Provinz Guizhou, in China. Der Hauptzweck der Talsperre ist Wasserkraft-Gewinnung und zusätzlich Wasserregulierung und Bewässerung. Die Talsperre staut den am höchsten gelegenen Stausee am Beipan auf. Sie wurde zwischen 2003 und 2008 gebaut. Die mittlere jährlich erzeugte Energie ist 2745 GWh.

## Bau
Die Bauarbeiten begannen im Mai 2003 und der Fluss wurde im Oktober 2004 umgeleitet. Mit dem Aufstau des Reservoirs wurde 2007 begonnen und im Jahr 2008 waren die Staumauer und das Wasserkraftwerk (4×260 MW) fertig. Am 28. Juni 2010 gab es in der näheren Umgebung einen Erdrutsch, durch den 99 Anwohner getötet wurden. Man glaubt, dass die Rutschung durch ein vom Gewicht des Stausees hervorgerufenes Erdbeben hervorgerufen wurde.

## Kenndaten
Die Staumauer ist 200,5 m hoch und 410 m lang und besteht aus Walzbeton (RCC). Sie hat drei Hochwasserentlastungsrinnen auf ihrer Rückseite. Jede davon wird von einem Verschluss gesteuert, der 16 m breit und 20 m hoch ist. Sie haben zusammen eine maximale Leistungsfähigkeit von 9857 m³/s. Die Talsperre hat außerdem einen Grundablass zum Ablassen des Stausees mit einer Kapazität von 799 m³/s.